# Yoshika Matsubara
Yoshika Matsubara (jap. 松原 良香 Matsubara Yoshika; ur. 19 sierpnia 1974) – japoński piłkarz.

## Kariera klubowa
Od 1993 do 2005 roku występował w klubach Peñarol, Júbilo Iwata, Shimizu S-Pulse, JEF United Ichihara, HNK Rijeka, Delémont, Shonan Bellmare, Progreso, Avispa Fukuoka, Defensor Sporting, Okinawa Kariyushi FC i Shizuoka FC.

## Kariera reprezentacyjna
Został powołany do kadry na Igrzyska Olimpijskie w 1996 roku.